# Zapfenstreich (1925)
Zapfenstreich ist ein deutsches Stummfilmmelodram aus dem Jahre 1925 von Conrad Wiene mit Owen Gorin, Claire Lotto und Bernhard Goetzke in den Hauptrollen. Die Geschichte basiert auf dem gleichnamigen Drama (1903) von Franz Adam Beyerlein.

Schrieb die Romanvorlage: Franz Adam Beyerlein

## Handlung
In einer preußisch-deutschen Kaserne im Elsass zur Kaiserzeit. In der Garnison Sennheim hat der alte Wachtmeister Volkhardt mit seiner Tochter Klärchen Quartier bezogen. Der gutmütige, staatstreue Vater möchte gern Klärchen mit dem simplen, aber anständigen Sergeanten Helbig, der gerade in der Reitschule Hannover seinen Dienst ableistet, vermählt wissen. Doch Klärchen empfindet nicht mehr als Freundschaft für den Ausgewählten; vielmehr gehört ihr Herz dem feschen Leutnant von Lauffen. Jedes Mal, wenn am Abend der Zapfenstreich ertönt, schleicht sie sich heimlich aus ihrem Zimmerchen, huscht durch die Kasernengänge zur Stube ihres Liebsten. Als Helbig zu Klärchen zurückkehrt, bemerkt er eine Veränderung in ihrem Wesen. Er geht der Sache nach und findet sie in Lauffens Arme. Daraufhin attackiert er seinen Konkurrenten. Da Lauffen ranghöher ist als Helbig, kommt es zur Anklage gegen den Sergeanten. Sowohl Lauffen als auch Helbig schweigen, um Klärchens Ruf nicht zu beschädigen, eisern, als man sie vor dem Militärgericht befragt. Die Gerichtsbeteiligten sind ratlos, galt Helbig bislang doch als äußerst pflichtgetreu und zuverlässig.
Erst spät erkennt einer der Beisitzer, dass es sich hier um eine Frauengeschichte handeln müsse. Den größten Schock erlebt deshalb Vater Volkhardt, der aus allen Wolken fällt, als ihm klar wird, dass seine Klara eine Liebschaft mit dem Leutnant begonnen hatte. Mit Zornesröte im Gesicht möchte sich der Alte am liebsten sofort auf den „Wüstling“ und „Verführer“ Lauffen stürzen, doch einige der anwesenden Soldatenkameraden können dies verhindern. Der Leutnant will nun unbedingt die Ehre Klärchens wiederherstellen und plant, ihr nach Prozessende einen Heiratsantrag zu machen. Seine Liebste berichtet ihm, dass ihr Vater auf dem Weg zu ihm sei, mit einem Revolver in der Tasche. Da steht er alte Volkhardt bereits in der Tür, die Pistole auf Leutnant von Lauffen gerichtet. Klärchen versucht ihren Vater von dem todbringenden Schuss abzuhalten und wirft sich ihm entgegen. Ein Schuss fällt, und Klärchen sinkt getroffen zu Boden. Sterbend reicht die junge Frau ihrem Liebsten die Hand, während der alte Volkhardt voller Bitterkeit zu Lauffen sagt: “Nun können Herr Leutnant ja wieder den Unteroffizier vom Dienst rufen.”

## Produktionsnotizen
Zapfenstreich entstand zum Jahresbeginn 1925 und wurde zunächst am 6. März desselben Jahres von der Filmzensur verboten. Man sah in dem Film eine öffentliche Herabsetzung des deutschen Militärs und Offiziersstandes. Dies allgemeine Verbot wurde eine Woche darauf von der Oberprüfstelle wieder aufgehoben und durch ein Jugendverbot ersetzt. Die Uraufführung des Films fand am 27. März 1925 in Berlins Alhambra-Kino statt. Der Siebenakter besaß eine Länge von 2747 Meter. 
Max Knaake entwarf die Filmbauten.

## Kritiken
Das Kino-Journal fand, Zapfenstreich sei „ein ausgezeichneter Film geworden“ und meinte weiters, diese Produktion dürfe „nicht unter die üblichen „Militär“-Filme gezählt werden, denn, wenn es auch im Militärmilieu spielt, so dient der Film doch nicht zur blinden Verherrlichung des preußischen Militarismus, sondern kann sogar … als Anklage gegen ihn aufgefaßt werden“.
Im Grazer Volksblatt hieß es: „Weit über aller Schablone stehend, wohnt diesem Filmwerke ein selten zu sehender seelischer Gehalt inne, der starke innere Erschütterungen schafft. Durch eine knappe, überflüssiges Beiwerk vermeidende Szenenführung wird seine wirklich sehenswerte Lichtbilderkonzentration erzielt“.
Die Linzer Tages-Post sah hier ein Drama, „das überdies mit ganz prächtigen Kasernenszenen, Reiterattacken usw. ausgeschmückt ist; auch der Humor fehlt nicht, verkörpert durch den prächtigen Burschen des Leutnants Lauffen. Ausstattung und Inszenierung tadellos“.